# Anne Parr
Anne Parr (London, 1515. június 15. – London, 1552. február 20.)
Parr Katalin angol királyné húga. Sir Thomas Parr és Maud Green negyedik gyermeke és második leánya.
A szülők 1508-ban házasodtak össze.
- Apai nagyszülei: William Parr (Kendal 1. bárója) és Elizabeth FitzHugh bárónő (III. Eduárd angol király egyik leszármazottja)
- Anyai nagyszülei: Sir Thomas Green (Greens Norton 7. lordja) és Lady Joan Fogge arisztokrata hölgy

Testvérei:
- Egy ismeretlen nevű fiúgyermek (1509 körül), de ő csak pár hétig élt, s valószínű, hogy egy gyermekbetegség vitte el
- Katalin (1512 körül - 1548. szeptember 5.), c hatodik felesége, az uralkodó halála után pedig hozzáment a néhai Jane Seymour királyné fivéréhez, Sir Thomas Seymourhoz, akitől egy leánya született, Mary, ám Katalin hat nappal a szülés után elhunyt, gyermekágyi láz következtében
- Vilmos (1513. augusztus 14 - 1571. október 28.), Northampton 1. márkija, aki háromszor nősült (1527-ben, 1548-ban és 1571-ben), ám egyik feleségétől (1. Lady Anne Bourchier 2. Elisabeth Brooke bárónő 3. Helena Snakenborg svéd nemeskisasszony) sem született örököse
- Egy ismeretlen nemű halvaszületett gyermek (1517-ben)

Anna édesanyja, Maud 17 évesen, 1509 nyarán, már férjezett asszonyként lett az újdonsült angol királyné, Aragóniai Katalin udvarhölgye, aki szerette magát művelt és illedelmes lányokkal körülvenni. Maud és a királyné az évek folyamán bizalmas, jó barátságot kötött egymással. Maud igen nagy figyelmet fordított gyermekei taníttatására. Anna és nővére, Katalin, más nemesi családok leányaival együtt a királyi udvar iskolájában kaphattak oktatást. Olyan tantárgyakat sajátíthattak el, mint például a francia, a latin, a teológia és a filozófia. Tanítójuk ugyanaz a kiváló spanyol, humanista tudós, Vives volt, mint a királyné leányának, Tudor Mária hercegnőnek. Maud már hamarabb, otthon megtanította írni és olvasni a gyermekeit. Maud Sir Thomas More házitanítói elveit vallotta saját gyermekei esetében is, ugyanis otthonukban a férfi az ő gyermekeit együtt oktatta, nem pedig külön a lányait és a fiát. Katalin, Vilmos és Anna is együtt tanultak, egészen addig, míg Vilmos 1525-ben át nem költözött Richmond és Somerset 1. hercegének udvartartásába. (Richmond hercege, vagyis Henry FitzRoy volt VIII. Henrik törvénytelen fia, aki Elizabeth Blount udvarhölgytől született 1519-ben.)
Anna csupán kétéves volt, mikor apját csupán 34 esztendősen elvitte egy betegség. 1528-ban a 13 éves Annát édesanyja beajánlotta a királyi udvarhoz, s anyjához hasonlóan ő is Aragóniai Katalin, 1533-tól kezdve pedig Boleyn Anna udvarhölgye lett. Boleyn Anna nyomán névrokona, Parr Anna is a protestáns vallás mellett kötelezte el magát. 1536-tól másfél éven át volt a köztudottan katolikus vallású Jane Seymour udvarhölgye, 1540-ben viszont örömmel vette, hogy ismét egy protestáns hitű királyné, Kleve-i Anna udvarhölgyeként szolgálhatott. Miután VIII. Henrik még abban az évben elvált Annától, 19 nap múlva a király újból egy katolikus nőt vett feleségül, Howard Katalin személyében. Parr Anna édesanyja, a mindössze 25 évesen megözvegyült Maud nem ment többé férjhez, s 1531. december 1-jén elhunyt. Ezek után Anna 1538 februárjában hozzáment a nála körülbelül 14 évvel idősebb William Herberthez, Pembroke 1. grófjához, akinek három gyermeket szült házasságuk 24 éve során.
- Henrik (1539-1601. január 19.), Pembroke 2. grófja, ő háromszor nősült, első felesége Lady Catherine Grey lett 1553. május 25-én, ám azt a frigyet 1554-ben érvénytelenítették, utána Henrik nőül vette Catherine Talbot grófnőt, ám az asszony 1575-ben, gyermektelenül halt meg, így a férfi 1577 áprilisában harmadjára is oltár elé állt, ezúttal a 15 esztendős Mary Sidney arisztokrata hölggyel, aki négy gyermekkel (Vilmos, Fülöp, Katalin és Anna) ajándékozta meg őt házasságuk 23 éve alatt
- Eduárd (1547-1595), ő nőül vette Mary Stanley-t, aki gyermekeket szült neki, köztük William Herbert-et, Powis 1. báróját
- Anna (1550-1592), ő hozzáment Francis Talbot-hoz, Shrewsbury 7. grófjához, ám nem ismert, hogy született volna gyermek ebből a frigyből

Anna 1543-tól kezdve nővére, Parr Katalin királyné mellett szolgált mint annak főudvarhölgye. Mivel idősebb korában VIII. Henrik már mindenhol ellenséget látott maga körül, kis híján perbe fogta hatodik feleségét is, mivel a királyné rosszakarói megsúgták a királynak, hogy az asszony titokban a protestáns hitet követi. Ekkor nővérével együtt Anna is nagyon megrémült, hogy Henrik esetleg kivégezteti őket eretnekség vádjával, s ezért óvatosságra intette Katalint, aki ezután már nagyon vigyázott arra, hogy mit mond, s főleg, hogy kinek a jelenlétében. Ezt követően a királynénak jól megválogatott szavaival sikerült eloszlatnia Henrik kételyeit felesége vallási nézeteivel kapcsolatban. Amikor hosszú betegeskedés után, 1547-ben Henrik végre meghalt, mindkét nővér fellélegezhetett. Annát igen érzékenyen érintette, amikor VIII. Henrik eretnekség vádjával kivégeztette a protestáns hitű Anne Askew-t, 1546. július 16-án. Stephen Gardiner katolikus püspök, Richard Rich-csel és Thomas Wriothesley-vel közösen arról faggatta a kínvallatás során Anne Askew-t, hogy a királyné udvarhölgyei közül kik vádolhatóak eretnekséggel, a püspök ugyanis gyanakodott egyes hölgyekre (Parr Anna, Katherine Willoughby, Anne Stanhope és Anne Calthorpe).
VIII. Henrik halála után az özvegy királyné udvartartása Chelsea-be költözött át, ahová Anna és annak fia, Eduárd is követte az asszonyt. 1551. október 10-én Anna férje óriásit lépett felfelé a ranglétrán, ugyanis ő lett Cardiff 1. bárója.
Anna 1552. február 20-án, 36 esztendősen, a Baynard Kastélyban hunyt el, félárván hagyva három kiskorú gyermekét, s özvegyen hagyva férjét. Fia, Henrik ekkor csak 12 éves volt, míg Eduárd négy, Anna pedig kettő. Halála pillanatában Tudor Mária hercegnő, a későbbi I. Mária udvarhölgyeként szolgált. Annát 1552. február 28-án helyezték végső nyugalomra, egyik őse, Gent-i János herceg mellé. Özvegye, az akkor 50 esztendős gróf újra megházasodott, felesége ezúttal a szintén özvegy, Anne Talbot (George Talbot-nak, Shrewsbury 4. grófjának hatodik leánya) lett. Anne Talbot féltestvére, Mary Talbot lett annak a Henry Percy-nek (Northumberland 6. grófja) a hitvese, aki korábban Boleyn Anna udvarlója volt. Anne Talbot 18 évig volt a gróf házastársa, ám közös gyermekük sajnos nem született. William Herbert 1570. március 17-én körülbelül 68 évesen távozott az élők sorából. Temetése 1570. április 18-án volt, s jelenleg is a Szent Pál Katedrálisban nyugszik, első felesége, Parr Anna oldalán.
Fiain keresztül Annának ma is élnek leszármazottai (Pembroke, Montgomery és Carnarvon grófjai) az Egyesült Királyság területén. Anna sírkövén a következő felirat áll: ,, A leghűségesebb feleség, s egyike a legjámborabb és legdiszkrétebb nőknek. "
1. ↑  Kindred Britain
2. ↑  p1179.htm#i11781, 2020. augusztus 7.